# Rajmund Miller
Rajmund Tadeusz Miller (ur. 16 lipca 1954 w Kielcach, zm. 27 marca 2024 w Katowicach) – polski lekarz i samorządowiec, poseł na Sejm VII, VIII, IX i X kadencji.

## Życiorys
Ukończył studia na Akademii Medycznej w Łodzi. Specjalizował się w zakresie laryngologii. Zajął się prowadzeniem prywatnej praktyki lekarskiej.
Od 1990 związany z samorządem terytorialnym, został wówczas radnym miejskim w Nysie z ramienia Komitetu Obywatelskiego, powołano go też do sejmiku samorządowego województwa opolskiego. Po reformie administracyjnej był radnym powiatu nyskiego I kadencji z listy Unii Wolności. Ponownie był wybierany na radnego Nysy w 2006 i 2010.
Był jednym z założycieli lokalnych struktur Platformy Obywatelskiej. W wyborach parlamentarnych w 2011 uzyskał mandat poselski jako kandydat z listy PO, otrzymując 8901 głosów w okręgu opolskim.
W 2015 z powodzeniem ubiegał się o poselską reelekcję (dostał 8565 głosów). W Sejmie VIII kadencji został członkiem Komisji Zdrowia oraz Komisji Polityki Społecznej i Rodziny. W wyborach w 2019 i 2023 ponownie uzyskiwał mandat poselski, kandydując z ramienia Koalicji Obywatelskiej i zdobywając odpowiednio 8820 głosów oraz 11 835 głosy.
Zmagał się z chorobą nowotworową. Zmarł 27 marca 2024 w katowickim szpitalu na skutek komplikacji po przeprowadzonej operacji. 5 kwietnia 2024 został pochowany na cmentarzu komunalnym w Nysie. 

## Wyróżnienia i upamiętnienie
W 2024 został pośmiertnie wyróżniony Honorowym Orderem Zasług dla Powiatu Nyskiego „PROMEREOR”. W 2025 jego imieniem nazwano rondo na obwodnicy Nysy.